# 山田西町
山田西町（やまだにしまち）は愛知県名古屋市北区にある町名。現行行政地名は山田西町2丁目及び山田西町3丁目。住居表示未実施。

## 地理
名古屋市北区の南東部に位置し、2丁目は上飯田南町と平安に囲まれていて、3丁目とは飛び地となっている。3丁目は上飯田南町と山田に囲まれている。

## 歴史

### 町名の由来
山田町の西部分に位置することによる。

### 沿革
- 1928年（昭和3年）12月20日 - 東区山田町の一部により、同区山田西町として成立[2]。
- 1939年（昭和14年）11月1日 - 山田町の一部を編入する[2]。
- 1944年（昭和19年）2月11日 - 北区編入に伴い、同区山田西町となる[2]。
- 1956年（昭和31年）8月5日 - 上飯田町の一部を編入する[2]。また、一部が上飯田南町に編入される[2]。
- 2004年（平成16年）1月20日 - 山田西町2丁目が平安二丁目に、山田西町1丁目の全域および山田西町2丁目・山田西町3丁目の各一部が山田二丁目にそれぞれ編入される[WEB 5]。

## 世帯数と人口
2019年（平成31年）1月1日現在の世帯数と人口は以下の通りである。
| 町丁     | 世帯数  | 人口  |
| -------- | ------- | ----- |
| 山田西町 | 229世帯 | 427人 |

### 人口の変遷
国勢調査による人口の推移
| 1995年（平成7年）  | 3,121人 | [ WEB 6 ]  |  |
| 2000年（平成12年） | 2,976人 | [ WEB 7 ]  |  |
| 2005年（平成17年） | 386人   | [ WEB 8 ]  |  |
| 2010年（平成22年） | 392人   | [ WEB 9 ]  |  |
| 2015年（平成27年） | 401人   | [ WEB 10 ] |  |

## 学区
市立小・中学校に通う場合、学校等は以下の通りとなる。また、公立高等学校に通う場合の学区は以下の通りとなる。
| 番・番地等 | 小学校               | 中学校                 | 高等学校 |
| ---------- | -------------------- | ---------------------- | -------- |
| 全域       | 名古屋市立飯田小学校 | 名古屋市立大曽根中学校 | 尾張学区 |

### WEB
1. 1 2  “町・丁目(大字)別、年齢(10歳階級)別公簿人口(全市・区別)”.   名古屋市 (2019年1月23日). 2019年1月23日閲覧。
2. ↑  “郵便番号”.  日本郵便. 2019年1月6日閲覧。
3. ↑  “市外局番の一覧”.   総務省. 2019年1月6日閲覧。
4. ↑  “北区の町名一覧”.   名古屋市 (2015年10月21日). 2019年1月12日閲覧。
5. ↑  名古屋市役所市民経済局地域振興部住民課町名表示係 (2013年6月6日). “東区及び北区の一部で住居表示を実施(平成16年11月20日実施)”.   名古屋市. 2019年12月21日閲覧。
6. ↑  総務省統計局 (2014年3月28日). “平成7年国勢調査の調査結果(e-Stat) - 男女別人口及び世帯数 －町丁・字等” (CSV). 2019年4月27日閲覧。
7. ↑  総務省統計局 (2014年5月30日). “平成12年国勢調査の調査結果(e-Stat) - 男女別人口及び世帯数 －町丁・字等” (CSV). 2019年4月27日閲覧。
8. ↑  総務省統計局 (2014年6月27日). “平成17年国勢調査の調査結果(e-Stat) - 男女別人口及び世帯数 －町丁・字等” (CSV). 2019年4月27日閲覧。
9. ↑  総務省統計局 (2012年1月20日). “平成22年国勢調査の調査結果(e-Stat) - 男女別人口及び世帯数 －町丁・字等” (CSV). 2019年4月27日閲覧。
10. ↑  総務省統計局 (2017年1月27日). “平成27年国勢調査の調査結果(e-Stat) - 男女別人口及び世帯数 －町丁・字等” (CSV). 2019年4月27日閲覧。
11. ↑  “市立小・中学校の通学区域一覧”.   名古屋市 (2018年11月10日). 2019年1月14日閲覧。
12. ↑  “平成29年度以降の愛知県公立高等学校（全日制課程）入学者選抜における通学区域並びに群及びグループ分け案について”.   愛知県教育委員会 (2015年2月16日). 2019年1月14日閲覧。

### 書籍
1. ↑  名古屋市計画局 1992, p. 203.
2. 1 2 3 4 5  名古屋市計画局 1992, p. 744.